# 額田長
額田 長（ぬかた ひさし、1900年（明治33年） - 1984年（昭和59年）5月31日）は、日本の著名な剣道家および居合道家である。その段位称号は剣道範士八段、居合道範士九段に達している。

## 経歴

### 生い立ちと剣道への道
額田長は1900年、香川県高松市の銀行家の家庭に生まれた。1914年（大正3年）、県立高松中学校に入学し、体育祭の剣道行事で突如10人を勝ち抜き、これが剣道を始めるきっかけとなる。同校剣道部の師範であった植田平太郎（天真正伝神道流）に師事し、その才能を開花させた。

### 上京と修行
1918年（大正7年）、東京高等商業学校（現・一橋大学）への入学を目指し上京するが、受験には失敗した。この時、九段坂で高野佐三郎（中西派一刀流）が主宰する道場「明信館」を見つけ、そこに入門した。
1919年（大正8年）には早稲田大学政治経済学部に入学し、在学中は剣道部主将を務め、剣道四段を取得している。

### 社会人・武道家として
1924年（大正13年）、大学を卒業し兵役に服した。 1926年（大正15年）、大阪の南海鉄道株式会社に入社。宣伝課長、軌道現業課長などを歴任し、昇進していった。
1928年（昭和3年）、大日本武徳会から剣道精錬証を授与された。同年、東京の三菱道場で中山博道より夢想神伝流居合の手ほどきを受け、その後は中山の高弟である橋本統陽から本格的に居合を学び始めた。1936年（昭和11年）には大日本武徳会居合道錬士となっている。
1941年（昭和16年）、陸軍に応召され、約2年間満州に駐留した。終戦後、46歳で南海鉄道を退職した。

### 戦後の活動と居合道への傾注
1950年（昭和25年）、早稲田大学の先輩である笹森順造が設立した全日本撓競技連盟の理事に就任した。同年、株式会社光美術工芸社を設立した。
1962年（昭和37年）、全日本剣道連盟剣道八段に昇段。南海電鉄剣道部に師範として招かれ、後に南海電鉄居合道部を発足させた。
1964年（昭和39年）、全日本剣道連盟居合道八段に昇段した。 1967年（昭和42年）、全日本剣道連盟居合道研究委員に就任。同年、剣道範士となるが、全剣連制定居合の普及という責務を負い、以降は居合道に重きを置いた。
1970年（昭和45年）、山口県で開催された全日本居合道大会で、橋本正武と共に木村栄寿から夢想神伝重信流の教えを受け、晩年は夢想神伝重信流の研鑽に努めた。1972年（昭和47年）には居合道範士の称号を得た。
1982年（昭和57年）、『林崎抜刀術兵法 夢想神傳重信流 傳書及び業手付解説』を上梓した。
1984年（昭和59年）、84歳で死去した。